# Giovanni Merenda
Giovanni Merenda (Messina, 28 marzo 1942 – Messina, 1º agosto 2018) è stato un pittore e scrittore italiano.
Dal 1975 al 1977 scrive e mette in scena due lavori ispirati all'Amleto e al Riccardo III.
Comincia a dipingere negli anni novanta e alcune sue opere si possono trovare in collezioni private in Italia, in Germania, negli Stati Uniti e in Brasile.
Pubblica con la casa editrice Sellerio Editore due romanzi: Il segnale (1999) e L'esilio (2001).